# Wyścig zbrojeń (ewolucja)
Wyścig zbrojeń, ewolucyjny wyścig zbrojeń – rodzaj koewolucji układów gatunków, między którymi zachodzą interakcje antagonistyczne analogiczny do procesu o tej samej nazwie występującym w wojskowości. Termin zaproponowany przez Richarda Dawkinsa i Johna R. Krebsa. 
Ewolucyjny wyścig zbrojeń polega na eskalacji zmian ewolucyjnych. W układzie drapieżnik–ofiara dobór kierunkowy prowadzi do utrwalania cech zwiększających efektywność drapieżników. To z kolei zwiększa nacisk doboru na ofiary, wobec których działa dobór kierunkowy na rzecz zwiększania efektywności unikania schwytania. Większa trudność w pozyskaniu ofiar zwiększa nacisk doboru na drapieżnika, co sprawia, że zmiany następują na przemian. Podobne układy mogą wystąpić także w przypadku pasożytnictwa, gdzie wzrost agresywności pasożyta następuje wraz ze wzrostem odporności gospodarza, ewentualnie w konkurencji.
Z wyścigiem zbrojeń wiąże się zasada „życie kontra obiad”, która mówi, że dobór silniej działa na ofiarę, gdyż porażka drapieżnika obniża jego dostosowanie w ograniczonym stopniu i może on podjąć kolejną próbę polowania, podczas gdy przegrana ofiary oznacza spadek dostosowania do zera i wypadnięcie jej z wyścigu.
Model wyścigu zbrojeń nie zawsze musi być prawdziwy, gdyż o ile wzrost skuteczności drapieżcy wymusza wzrost efektywności ofiary, o tyle wzrost skuteczności ofiary nie musi sprawić, że drapieżnik odpowiada wzrostem skuteczności. Gatunek, który nie nadąża w wyścigu może zmienić niszę ekologiczną.